# Electroquimioterapia
La electroquimioterapia (ECT, del inglés electrochemotherapy) es una nueva modalidad de tratamiento del cáncer en seres humanos y animales. Consiste en la permeabilización de las células por medio de la aplicación de un campo eléctrico, para permitir la entrada de un fármaco antineoplásico administrado previamente. 

## Mecanismo de acción
El primer paso consiste en la administración del fármaco antineoplásico (bleomicina o cisplatino), que puede ser de forma intratumoral o por vía intravenosa (solo bleomicina), en una dosis muy baja. Luego de un tiempo aproximado de 8 minutos, se aplican 8 pulsos de 100 microsegundos de duración de 1000 Voltios/centímetro. Estos pulsos provocan la permeabilización de la membrana celular y permiten el ingreso del fármaco al interior de la célula. Una vez dentro el fármaco puede ejercer su acción.
Dado que la permeabilización celular es un fenómeno físico, funciona con cualquier tipo de histología tumoral con una eficacia similar, que ronda en el orden del 80% de respuestas objetivas (siendo respuesta objetiva  aquella que logra la desaparición total de la masa tratada o una reducción mayor al 50% del tamaño inicial).

## Bleomicina
La bleomicina es una endonucleasa (enzima que es capaz de cortar las cadenas de ADN). Una vez que ingresa a célula, se dirige al núcleo donde es capaz de realizar cortes sobre la molécula de ADN. El uso de esta droga confiere cierta selectividad al método, provocando la muerte celular de aquellas células que se encuentren en ciclo de replicación celular. Las células normales que no estén replicándose, si bien tendrán el ADN clivado (con cortes en sus cadenas), serán capaces de seguir cumpliendo sus funciones en tanto y en cuanto no entren en ciclo de replicación.
Este efecto de selectividad tiene dos ventajas: La primera es que pueden tomarse amplios márgenes de seguridad alrededor del tumor tratado, y la segunda es que las células tumorales quiescentes que no estén en ciclo de replicación celular, también tendrán el ADN clivado por lo que si en una segunda etapa intentan replicarse morirán.
La limitación de la bleomicina radica en el riesgo de producir fibrosis pulmonar en dosis cercanas a las 400 000 UI. La dosis utilizada en el tratamiento es de 15 000 UI/m^2 de superficie corporal.

## Aplicaciones
En 2006 fue completado el estudio ESOPE donde se determinó la forma en que debía ser aplicado el tratamiento en seres humanos. Desde ese momento, tras la aprobación del Cliniporator (Igea, Carpi, Italia) se extendió su uso en la Comunidad Europea y actualmente se utiliza de forma rutinaria en más de 100 centros, ubicados en Reino Unido, Italia, España, Francia, Eslovenia, Alemania, Dinamarca, entre otros.
En Argentina su uso comenzó en 2020 tras la aprobación del primer electroporador de grado médico de la región, el OncoPore (BIOTEX, Buenos Aires, Argentina).
Su indicación principal son los tumores cutáneos o subcutáneos de cualquier histología. 

## Ventajas
Es un tratamiento seguro, rápido y efectivo que puede realizarse en pacientes en mal estado general que no tolerarían otros procedimientos. 
Los tumores sangrantes detienen inmediatamente su sangrado debido a un fenómeno conocido como bloqueo vascular (vascular lock), por el cual los vasos sanguíneos en el área tratada colapsan y detienen la hemorragia.
La dosis de bleomicina se utiliza en una dosis muy baja, a la cual no hay prácticamente efectos adversos. Dependiendo del tamaño tumoral, una sola sesión de tratamiento puede ser suficiente.

## Efectos adversos
La administración de los pulsos puede provocar contracciones musculares desagradables. La zona tratada puede presentar inflamación que debe ser controlada en muchos casos con antiinflamatorios no esteroideos (como la aspirina o el ibuprofeno).